# Criticas à Guerra ao Terror
As críticas à Guerra ao Terror abordam aspectos morais, éticos, de eficiência, econômicos, além de outras questões relacionadas à Guerra ao Terror. Também discute críticas à própria expressão, que foi considerada um termo impreciso. A noção de "guerra" contra o "terrorismo" tem se revelado altamente controversa, com críticos acusando os governos participantes de usá-la para avançar objetivos políticos e militares de longo prazo, reduzir liberdades civis e infringir direitos humanos. Os opositores argumentam que o termo "guerra" não é adequado neste contexto (assim como na guerra contra as drogas), pois não há um inimigo claramente identificável, e é improvável que o terrorismo internacional seja erradicado por meios militares.
Outros críticos, como Francis Fukuyama, afirmam que o "terrorismo" não é um inimigo, mas uma tática, e que denominar a situação de "guerra ao terror" obscurece as diferenças entre conflitos, como os de insurgentes anti-ocupação e os mujahideen internacionais. Com a presença militar no Iraque e no Afeganistão, e os danos colaterais associados a essa presença, Shirley Williams [en] afirma que tal fato intensifica o ressentimento e as ameaças terroristas contra o Ocidente. Outras críticas incluem a hipocrisia dos Estados Unidos, a histeria induzida pela mídia e o fato de que as mudanças na política externa e de segurança americana alteraram a opinião mundial em relação aos Estados Unidos.

## Terminologia
Vários críticos consideram o termo “guerra ao terror” absurdo. O investidor ativista bilionário George Soros criticou a expressão, chamando-a de uma “falsa metáfora”. O linguista George Lakoff, do Rockridge Institute, argumentou que não pode haver literalmente uma guerra contra o terror, uma vez que o terror é um substantivo abstrato. “O terror não pode ser destruído por armas ou pela assinatura de um tratado de paz. Uma guerra contra o terror não tem fim.”

Jason Burke, jornalista especializado na cobertura de atividades islâmicas radicais, descreve os termos “terrorismo” e “guerra contra o terrorismo” da seguinte maneira:
Existem várias formas de definir o terrorismo e todas são subjectivas. A maioria define o terrorismo como “o uso ou ameaça de violência grave” para promover algum tipo de “causa”. Algumas indicam claramente o tipo de grupo (“subnacional”, “não-estatal”) ou causa (política, ideológica, religiosa) a que se referem. Outros limitam-se a confiar no instinto da maioria das pessoas quando confrontadas com um ato que envolve civis inocentes mortos ou mutilados por homens armados com explosivos, armas de fogo ou outras armas. Nenhuma delas é satisfatória e persistem graves problemas com a utilização do termo. O terrorismo é, afinal, uma tática. A expressão “guerra ao terrorismo” é, portanto, efetivamente absurda. Como não há espaço aqui para explorar este debate complexo e difícil, a minha preferência vai, em geral, para o termo menos carregado “militância”. Não se trata de uma tentativa de desculpar tais acções, mas apenas de as analisar de uma forma mais clara.

### Guerra perpétua
O ex-presidente dos Estados Unidos, George W. Bush, articulou os objetivos da guerra contra o terrorismo em um discurso de 20 de setembro de 2001, no qual afirmou que essa guerra “não terminará até que todos os grupos terroristas de alcance global tenham sido encontrados, combatidos e derrotados”. Nesse mesmo discurso, chamou a guerra de “uma tarefa que não termina”, argumento que reiterou no discurso do Estado da União de 2006. No entanto, trechos de um relatório de abril de 2006, compilado a partir de dezesseis agências de inteligência do governo dos EUA, reforçaram a afirmação de que o envolvimento no Iraque aumentou o terrorismo na região.

### Guerra preventiva
Uma das justificativas apresentadas para a invasão do Iraque foi a prevenção de ataques terroristas ou outros ataques provenientes do Iraque contra os Estados Unidos ou outras nações. Essa justificativa pode ser vista como uma forma de concretizar a guerra convencional dentro da guerra contra o terrorismo.
Uma das principais críticas a essa justificativa é o fato de não atender a um dos requisitos de uma guerra justa e de, ao realizar uma guerra preventiva, os Estados Unidos terem enfraquecido o direito internacional e a autoridade das Nações Unidas, especialmente do Conselho de Segurança da ONU. Nesse contexto, ao invadir um país que não representava uma ameaça iminente e sem o apoio da ONU, os EUA violaram o direito internacional, incluindo a Carta das Nações Unidas e os princípios de Nuremberg, cometendo, portanto, um ato de agressão, o que é considerado um crime de guerra. Outras críticas apontaram que os Estados Unidos poderiam ter criado um precedente, no qual qualquer nação poderia justificar a invasão de outros Estados.
Richard N. Haass [en], presidente do Council on Foreign Relations, argumenta que, na véspera da intervenção dos EUA em 2003, o Iraque representava, na melhor das hipóteses, uma ameaça crescente e não uma ameaça iminente. “A decisão de atacar o Iraque em março de 2003 foi discricionária: foi uma guerra de escolha. Não havia interesses vitais americanos em perigo iminente e havia alternativas ao uso da força militar, como o reforço das sanções existentes.” No entanto, Haass argumenta que a intervenção dos EUA no Afeganistão em 2001 começou como uma guerra de necessidade — estavam em jogo interesses vitais —, mas transformou-se em "outra coisa" e ultrapassou os limites em março de 2009, quando o presidente Barack Obama decidiu aumentar drasticamente o número de tropas americanas e declarou que a política dos EUA era "levar a luta aos Talibãs no sul e no leste" do país. O Afeganistão, segundo Haass, acabou se tornando uma guerra de escolha.

## A guerra contra o terrorismo como pretexto

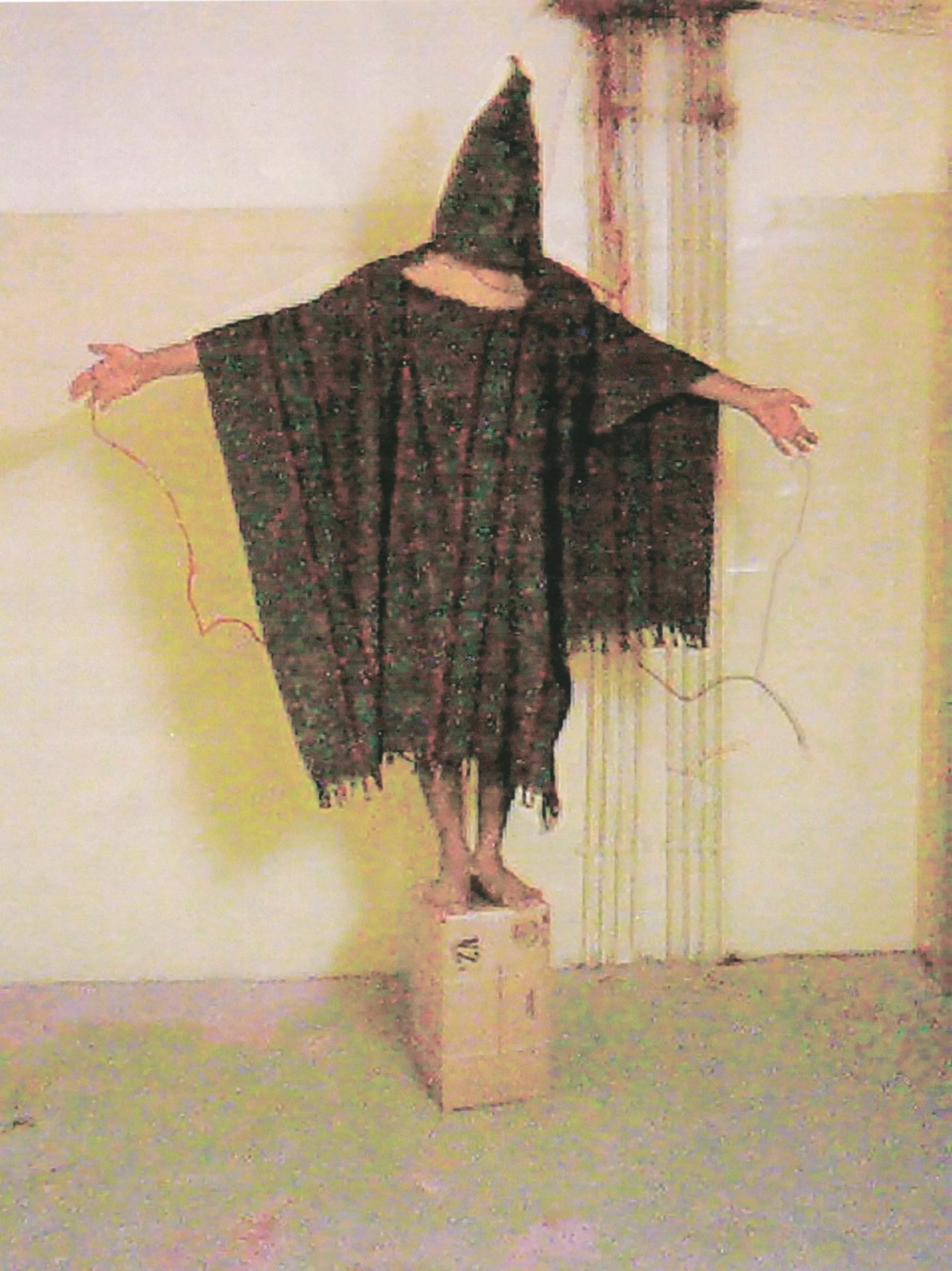
Foto de Satar Jabar, um dos prisioneiros submetidos à tortura em Abu Ghraib. Jabar estava em Abu Ghraib por roubo de carro.

### Liberdades civis internas
No Reino Unido, críticos afirmaram que o governo de Tony Blair usou a guerra contra o terrorismo como pretexto para reduzir drasticamente as liberdades civis. Exemplos incluem a detenção sem julgamento na prisão de Belmarsh [en], o controle da liberdade de expressão por meio de leis contra protestos em frente ao Parlamento, leis que proíbem a “glorificação” do terrorismo, e a diminuição dos controles sobre o poder policial, como nos casos de Jean Charles de Menezes e Mohammed Abdul Kahar.
O ex-líder dos Liberais Democratas, Sir Menzies Campbell, também criticou a inação de Blair em relação à prática controversa americana de rendição extraordinária, argumentando que as convenções de direitos humanos das quais o Reino Unido é signatário (por exemplo, a Convenção Europeia dos Direitos do Homem) impõem ao governo a "obrigação legal" de investigar e prevenir possíveis torturas e violações dos direitos humanos.
Richard Jackson observa que países como a Rússia, a Índia, Israel e a China também adotaram a linguagem da guerra contra o terrorismo para descrever sua própria luta contra insurgentes e dissidentes nacionais. Segundo ele, “associar os rebeldes e dissidentes internos à ‘guerra ao terrorismo’ global dá a esses governos a liberdade de reprimi-los sem receio de condenação internacional e, em alguns casos, de assistência militar direta dos EUA.”

### Unilateralismo
O comentário do presidente dos EUA, George W. Bush, em novembro de 2001, afirmando que “ou estão conosco ou estão com os terroristas”, tem sido alvo de críticas. Thomas A. Keaney, do Instituto de Política Externa da Universidade Johns Hopkins, afirmou que “isso tornou a diplomacia com vários países muito mais difícil, porque, obviamente, existem problemas diferentes em todo o mundo.”
Richard Jackson observa que: “A construção gramatical dessa escolha é extremamente poderosa. Por um lado, ela apaga qualquer terreno neutro e nega qualquer possibilidade de reter o julgamento ou pesar as provas [...] Por outro lado, está tão carregada que qualquer escolha que não seja apoiar totalmente os Estados Unidos resulta em condenação.”

### Como uma guerra contra o Islã e os muçulmanos
Uma vez que a guerra contra o terrorismo girava essencialmente em torno da intervenção dos Estados Unidos e de outros países da OTAN nos assuntos internos de países e organizações muçulmanas [en] (como no Iraque, no Afeganistão, etc.), foi classificada como uma guerra contra o Islã por figuras como o antigo procurador-geral dos Estados Unidos, Ramsey Clark, entre outros. Após sua libertação de Guantánamo, em 2005, o ex-detido Moazzam Begg [en] apareceu em um vídeo de propaganda islamista intitulado 21st Century CrUSAders, no qual afirmou que os EUA estavam empreendendo uma nova cruzada.
Penso que a história está definitivamente a repetir-se e que o mundo muçulmano, e penso que mesmo uma grande parte do mundo não muçulmano, começa agora a reconhecer que os Estados Unidos têm ambições sobre as terras e a riqueza das nações do Islão.
O professor Khaled A. Beydoun [en], da Faculdade de Direito da Universidade do Arkansas-Fayetteville, afirma que a Guerra contra o Terror exporta a islamofobia para outros países, que a utilizam para perseguir e punir suas próprias populações muçulmanas. Dois dos países que ele menciona como facilitadores da islamofobia estrutural em resultado da Guerra ao Terror são a Índia e a China.

## Métodos

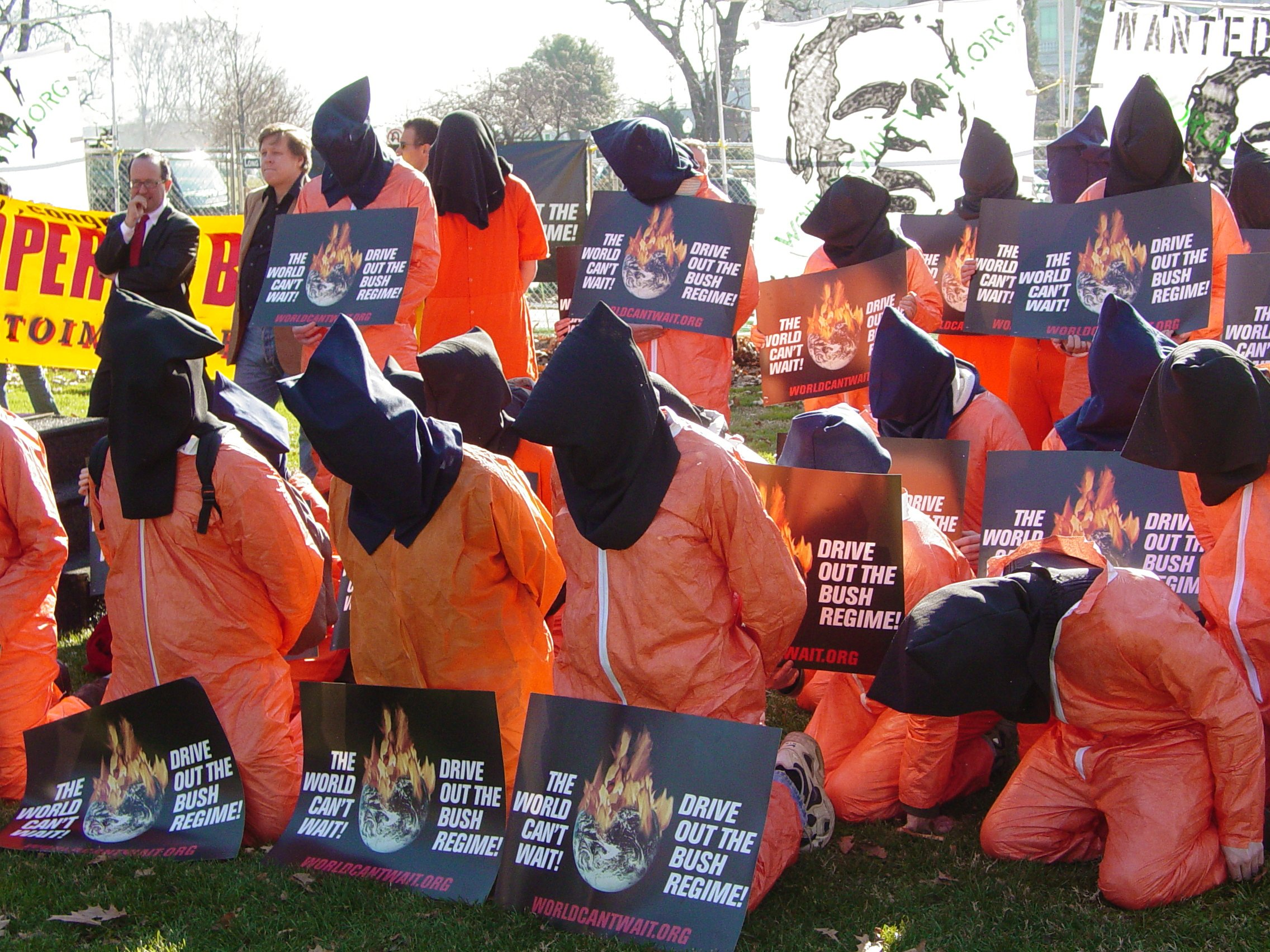
Manifestantes vestidos como detentos encapuzados e segurando cartazes da WCW (World Can't Wait) em Washington, DC, em 4 de janeiro de 2007.

### Imperialismo
O professor de Direito Antony Anghie [en] criticou a "Guerra ao Terror" por ser uma violação do direito internacional e da Carta das Nações Unidas, condenando-a por reavivar antigas noções imperialistas. Ele comparou a guerra à campanha da Espanha contra os índios americanos:
A guerra contra o terrorismo, inaugurada pela administração Bush, pôs profundamente em causa o sistema de direito e de relações internacionais criado pela Organização das Nações Unidas (ONU)... Situações novas exigem soluções novas. O meu argumento básico aqui é que a doutrina Bush - que consiste basicamente na prevenção, na identificação e depois na transformação de Estados párias - tem um carácter essencialmente imperial. É mais uma versão da missão civilizadora que, como tenho defendido, tem animado o sistema internacional desde o seu início.

### Patrocínio ao terrorismo
Todos os meses, há mais terroristas suicidas a tentar matar americanos e os seus aliados no Afeganistão, no Iraque e noutros países muçulmanos do que em todos os anos anteriores a 2001 juntos. De 1980 a 2003, registaram-se 343 ataques suicidas em todo o mundo e, no máximo, 10% foram de inspiração anti-americana. Desde 2004, registaram-se mais de 2.000, mais de 91% dos quais contra as forças americanas e aliadas no Afeganistão, no Iraque e noutros países.

Robert Pape
Robert Pape [en], professor da Universidade de Chicago e cientista político, escreveu um extenso estudo sobre o terrorismo suicida e afirma que este é desencadeado por ocupações militares, e não por ideologias extremistas. Em obras como Dying to Win: The Strategic Logic of Suicide Terrorism e Cutting the Fuse [en], Pape utiliza dados de uma extensa base de informações sobre terrorismo e argumenta que, ao intensificar as ocupações militares, o governo dos EUA está aumentando o terrorismo. Pape é também o diretor e fundador do Chicago Project on Security and Terrorism (CPOST), uma base de dados que reúne informações sobre todos os ataques terroristas suicidas conhecidos de 1980 a 2008.
Em 2006, uma Estimativa Nacional de Inteligência [en] afirmou que a guerra no Iraque aumentou a ameaça do terrorismo. A estimativa foi compilada por 16 agências de inteligência e foi a primeira avaliação do terrorismo global desde o início da guerra no Iraque.
Cornelia Beyer explica como o terrorismo aumentou como resposta a intervenções e ocupações militares passadas e presentes, bem como à “violência estrutural”. A violência estrutural, neste caso, refere-se às condições econômicas de subdesenvolvimento atribuídas às políticas econômicas das nações ocidentais, em particular dos Estados Unidos.
A política liberal-democrata britânica Shirley Williams [en] escreveu que os governos dos Estados Unidos e do Reino Unido “devem parar para pensar se estão a semear o tipo de ressentimento que é a semente do futuro terrorismo.” O embaixador do Reino Unido na Itália, Ivor Roberts [en], fez eco dessa crítica ao afirmar que o presidente Bush era “o melhor sargento recrutador de sempre para a Al Qaeda.” Os Estados Unidos também concederam o estatuto de “pessoas protegidas” ao abrigo da Convenção de Genebra à Organização dos Mujahidin do Povo Iraniano, um grupo iraniano classificado pelo Departamento de Estado norte-americano como organização terrorista, o que gerou críticas. Outros críticos observaram ainda que o governo norte-americano concedeu asilo político a vários alegados terroristas e organizações terroristas que procuram derrubar o regime de Fidel Castro, enquanto afirma ser antiterrorista.
Em 2018, a repórter de terrorismo do New York Times, Rukmini Callimachi, afirmou que “há mais terroristas agora do que na véspera do 11 de setembro, não menos... Há mais grupos terroristas agora, não menos.”

### Hipocrisia da administração Bush
A Venezuela acusou o governo dos EUA de ter dois pesos e duas medidas em relação ao terrorismo, ao ter dado abrigo a Luis Posada Carriles. Alguns americanos também comentaram o uso seletivo do termo "guerra ao terrorismo", incluindo o general de três estrelas William Odom [en], antigo diretor da NSA durante o governo do presidente Reagan, que escreveu:
Como muitos críticos têm salientado, o terrorismo não é um inimigo. É uma tática. Como os próprios Estados Unidos têm um longo historial de apoio a terroristas e de utilização de tácticas terroristas, os slogans da atual guerra contra o terrorismo apenas fazem com que os Estados Unidos pareçam hipócritas perante o resto do mundo. Um presidente americano prudente poria fim à atual política de “histeria sustentada” em relação a potenciais ataques terroristas... trataria o terrorismo como um problema sério mas não estratégico, encorajaria os americanos a recuperar a sua confiança e recusaria que a Al Qaeda nos mantivesse num estado de medo.

### Informações falsas
Nos meses que antecederam a invasão do Iraque, o presidente Bush e membros de sua administração afirmaram que possuíam informações que demonstravam uma ligação entre Saddam Hussein e a Al-Qaeda. Contudo, havia consenso entre os especialistas dos serviços secretos de que essas afirmações eram falsas e que nunca houve uma relação operacional entre os dois. Esse fato é apoiado pela Comissão do 11 de Setembro e por relatórios desclassificados do Departamento de Defesa dos Estados Unidos.

### Tortura por procuração
A expressão “tortura por procuração” é utilizada por alguns críticos para descrever situações em que a CIA e outras agências norte-americanas transferiram supostos terroristas, capturados durante seus esforços na “guerra contra o terrorismo”, para países que sabidamente recorrem à tortura como técnica de interrogatório. Alguns afirmaram ainda que as agências norte-americanas sabiam que a tortura era utilizada, apesar de que a transferência de qualquer pessoa com o objetivo de ser torturada seja uma violação da legislação norte-americana. No entanto, Condoleezza Rice, à época Secretária de Estado dos Estados Unidos, declarou que:
[...] os Estados Unidos não transportaram nem transportarão ninguém para um país onde acreditamos que será torturado. Sempre que necessário, os Estados Unidos procuram obter garantias de que as pessoas transferidas não serão torturadas.
Este programa dos EUA também deu origem a várias investigações oficiais na Europa sobre alegadas detenções secretas e transferências ilegais entre Estados, envolvendo países membros do Conselho da Europa, incluindo aquelas relacionadas à guerra contra o terrorismo. Um relatório de junho de 2006 do Conselho da Europa estimava que 100 pessoas haviam sido sequestradas pela CIA em território da União Europeia, com a cooperação de membros do Conselho da Europa, e entregues a outros países, muitas vezes depois de terem transitado por centros de detenção secretos ( black sites), alguns localizados na Europa, utilizados pela CIA. De acordo com um relatório separado do Parlamento Europeu, de fevereiro de 2007, a CIA realizou 1.245 voos, muitos deles para destinos onde esses alegados "terroristas" poderiam ser submetidos a tortura, em violação do artigo 3.º da Convenção das Nações Unidas contra a Tortura.

### Encobrimento de crimes de guerra
Também tem ocorrido um encobrimento sistemático, por motivos políticos, de crimes de guerra cometidos por soldados americanos envolvidos em operações de campanha ao redor do mundo, com o conhecimento de seus superiores militares. Em 2002, a organização Repórteres Sem Fronteiras escreveu a Donald Rumsfeld manifestando sua preocupação pelo fato de um correspondente do Washington Post ter sido impedido, sob ameaça de arma, por soldados americanos de investigar o impacto de um míssil americano disparado no Afeganistão.
Além disso, um inquérito público no Reino Unido, publicado em julho de 2023, indicou que 3 unidades Serviço Aéreo Especial (SAS) britânico estiveram envolvidas na execução sumária de pelo menos 80 civis durante o período de 2010-2013, acompanhada de um encobrimento de décadas nos mais altos escalões das forças especiais britânicas.

### Estatuto dos combatentes
Um memorando presidencial de 7 de fevereiro de 2002 autorizou os interrogadores norte-americanos de prisioneiros capturados a negar-lhes as proteções básicas exigidas pelas Convenções de Genebra. Segundo o professor Jordan J. Paust, isso “autorizou e ordenou necessariamente violações das Convenções de Genebra, que são crimes de guerra.”
O Procurador-Geral dos EUA, Alberto Gonzales [en], e outros argumentaram que os detidos deveriam ser considerados “combatentes ilegais” e, como tal, não estar protegidos pelas Convenções de Genebra.

### Execuções extrajudiciais
A prática dos Estados Unidos de realizar assassinatos seletivos por drones de combate tem sido fonte de controvérsia sobre se a execução extrajudicial fora de um campo de batalha ativo é ética, se é legal ao abrigo do direito norte-americano e internacional, como é tomada a decisão de assassinar uma determinada pessoa ou grupo, se as baixas civis têm sido excessivas e se a prática acaba por recrutar mais terroristas do que elimina.

## Fatalidades
Outra crítica à guerra contra o terrorismo tem sido o número de pessoas mortas nos vários conflitos associados. Em um relatório de 2023, o Projeto Custos da Guerra [en] estimou que, como resultado da destruição de infraestruturas, economias, serviços públicos e do ambiente, ocorreram entre 3,6 e 3,7 milhões de mortes indiretas nas zonas de guerra pós-11 de setembro, além de 906.000 a 937.000 mortes diretas, totalizando entre 4,5 e 4,6 milhões de mortos, com esse número em aumento. O relatório obteve sua estimativa de mortes indiretas utilizando um cálculo criado pelo Secretariado da Declaração de Genebra, apoiado pelas Nações Unidas, que estima que, em média, para cada morte direta, há cerca de quatro mortes indiretas devido às consequências da guerra. A autora do relatório, Stephanie Savell, afirmou que, num cenário ideal, a forma preferível de quantificar o número total de mortes seria através do estudo da mortalidade excessiva ou recorrendo a investigadores no terreno, nos países afetados. O relatório definiu as zonas de guerra pós-11 de setembro como conflitos que incluíram operações antiterroristas significativas dos Estados Unidos desde o 11 de setembro, o que inclui a guerra civil no Iémen (2014-presente) e a guerra civil na Síria, além dos conflitos no Iraque, no Afeganistão e em outros países. Savell afirmou: “Há custos reverberantes, o custo humano da guerra, que as pessoas, na sua maioria, nos Estados Unidos não conhecem ou não pensam o suficiente.”

## Religiosismo e islamofobia
Um dos aspectos críticos relativos à retórica que justifica a guerra contra o terrorismo foi o religiosismo, ou, mais especificamente, a islamofobia. O teólogo Lawrence Davidson, que estuda as sociedades muçulmanas contemporâneas na América do Norte, define este conceito como o estereótipo de todos os seguidores do Islão como terroristas reais ou potenciais, devido ao alegado ensino odioso e violento da religião. Ele argumenta ainda que “o Islão é reduzido ao conceito de jihad e a jihad é reduzida ao terror contra o Ocidente.”
Esta linha de argumentação ecoa a famosa obra de Edward Said, Orientalismo [en], na qual ele argumenta que os Estados Unidos veem os muçulmanos e os árabes por meio de caricaturas essencializadas — como fornecedores de petróleo ou potenciais terroristas. O professor assistente da Universidade de Leiden, Tahir Abbas, criticou a guerra por ter resultado na “securitização dos muçulmanos” e na disseminação de discursos islamofóbicos a nível internacional desde 2001. Durante as décadas de histeria pós-11 de setembro, os muçulmanos tornaram-se alvo de uma demonização generalizada nos meios de comunicação ocidentais, caracterizada por estereótipos racistas e uma intensa securitização. Os filmes e programas de televisão de Hollywood apresentaram representações simplistas de personagens árabes e promoveram noções dualistas, o que tem contribuído para a disseminação de estereótipos islamofóbicos na sociedade.
Outra tendência notória tem sido o aumento dos estereótipos anti-muçulmanos nos meios de comunicação anglo-americanos. Um estudo realizado por pesquisadores da Universidade do Alabama, que analisou os incidentes terroristas domésticos nos Estados Unidos entre 2006 e 2015, concluiu que os “ataques terroristas” cometidos por indivíduos muçulmanos recebem 357% mais cobertura na mídia americana do que os cometidos por terroristas não muçulmanos. Isso apesar do fato de os extremistas de extrema-direita terem sido responsáveis por quase o dobro dos ataques terroristas domésticos nos Estados Unidos entre 2008 e 2016. Apesar disso, os funcionários da administração têm sido negligentes na repressão ao terrorismo de extrema-direita, concentrando as políticas antiterroristas principalmente na imposição de políticas de vigilância contra a comunidade muçulmana.

## Apoio decrescente
Em 2002, grandes maiorias apoiavam a guerra contra o terrorismo liderada pelos EUA na Grã-Bretanha, França, Alemanha, Japão, Índia e Rússia, de acordo com uma pesquisa realizada pelo Centro de Investigação Pew. Em 2006, os apoiantes do esforço estavam em minoria na Grã-Bretanha (49%), Alemanha (47%), França (43%) e Japão (26%). Embora a maioria dos russos continuasse a apoiar a guerra contra o terrorismo, essa maioria diminuiu 21%. Enquanto 63% dos espanhóis apoiavam a guerra contra o terrorismo em 2003, apenas 19% da população indicou seu apoio em 2006. Apenas 19% da população chinesa continuou a apoiar a guerra contra o terrorismo e menos de um quinto das populações da Turquia, Egito e Jordânia apoiam os esforços. O relatório também indica que o apoio da população indiana à guerra contra o terrorismo permaneceu estável.
Marek Obrtel [en], antigo tenente-coronel e médico militar do Exército da República Checa, devolveu publicamente as medalhas que ganhou em operações da OTAN em 2014. Numa carta aberta ao Ministro da Defesa checo, Martin Stropnický [en], declarou estar “profundamente envergonhado por ter servido uma organização criminosa como a OTAN, liderada pelos EUA e pelos seus interesses perversos em todo o mundo”, e alegou que os EUA estavam a utilizar conflitos como a guerra contra o terrorismo para promover o imperialismo americano e como pretexto para declarar guerra à Rússia. Nos anos seguintes, Obrtel formou um grupo paramilitar pró-russo e manifestou o seu desdém pelos EUA, pela OTAN e pelos seus interesses.

### Oposição nos Estados Unidos
O especialista americano em sondagens Andrew Kohut [en], ao falar perante a Comissão de Negócios Estrangeiros da Câmara dos Representantes dos EUA, observou que, de acordo com as sondagens do Pew Research Center realizadas em 2004, “o conflito em curso no Iraque continua a alimentar sentimentos anti-americanos. A popularidade global da América caiu drasticamente no início da ação militar no Iraque e a presença dos EUA no país continua a ser amplamente impopular." As guerras dos EUA no Afeganistão e no Iraque tornaram-se fortemente impopulares entre o público americano no final da década de 2000.
Numerosos veteranos do exército americano devolveram as suas medalhas de serviço — incluindo a Medalha de Serviço da Guerra Global contra o Terrorismo — em manifestações de protesto que denunciaram as guerras no Afeganistão e no Iraque, tendo muitos deles condenado as campanhas militares como guerras imperialistas de agressão.

## Papel da mídia estadunidense
Pesquisadores nas áreas de estudos de comunicação e ciência política descobriram que a compreensão americana sobre a "guerra ao terror" é diretamente moldada pela forma como os meios de comunicação de massa relatam os eventos associados ao conflito. No livro Bush's War: Media Bias and Justifications for War in a Terrorist Age, o pesquisador de comunicação política Jim A. Kuypers [en] ilustrou "como a imprensa falhou com os Estados Unidos na cobertura da guerra ao terror". Em cada comparação, Kuypers "detectou um grande viés por parte da imprensa". Este pesquisador chamou os meios de comunicação de massa de "instituições antidemocráticas" em sua conclusão. "O que essencialmente aconteceu desde o 11 de setembro é que Bush repetiu os mesmos temas e os enquadrou da mesma maneira sempre que discutia a guerra ao terror", disse Kuypers. "Imediatamente após o 11 de setembro, os meios de comunicação de massa (representados pela CBS, ABC, NBC, USA Today, The New York Times, assim como The Washington Post) ecoaram as palavras de Bush, mas dentro de oito semanas começaram a ignorar intencionalmente certas informações que o presidente estava compartilhando e, em vez disso, reestruturaram os temas do presidente ou introduziram material novo para mudar o foco."
Isso vai além da apresentação de pontos de vista alternativos, que é uma função importante da imprensa. "Em resumo", explicou Kuypers, "se alguém estivesse se baseando apenas nos meios de comunicação de massa para obter informações, não teria ideia do que o presidente realmente disse. Era como se a imprensa estivesse relatando um discurso diferente." O estudo é, essencialmente, uma "análise comparativa de enquadramento". No geral, Kuypers analisou os temas sobre os ataques de 11 de setembro e a guerra ao terror usados pelo presidente Bush e os comparou com os temas usados pela imprensa ao relatar o que ele havia dito.
"Enquadramento é um processo no qual comunicadores, conscientemente ou inconscientemente, atuam para construir um ponto de vista que incentive a interpretação dos fatos de uma dada situação de maneira particular por outras pessoas", escreveu Kuypers. Esses achados sugerem que o público está mal informado sobre as justificativas e os planos do governo em relação à guerra ao terror.
Outros também sugeriram que a cobertura da imprensa contribuiu para uma opinião pública confusa e desinformada tanto sobre a natureza quanto sobre o grau da ameaça ao EUA representada pelo terrorismo. No livro Trapped in the War on Terror, o cientista político Ian S. Lustick afirmou que "a mídia tem dado atenção constante a possíveis catástrofes iniciadas por terroristas e às falhas e fraquezas da resposta do governo." Lustick alegou que a guerra ao terror está desconectada da ameaça real, porém remota, que o terrorismo representa e que a guerra generalizada ao terror começou como parte da justificativa para invadir o Iraque, mas depois ganhou vida própria, alimentada pela cobertura da mídia. Scott Atran [en] escreve que "a publicidade é o oxigênio do terrorismo" e que o rápido crescimento das redes internacionais de comunicação torna a publicidade ainda mais potente, com o resultado de que "talvez nunca, na história do conflito humano, tão poucas pessoas, com tão poucos meios e capacidades reais, tenham assustado tantas outras."
A análise do pesquisador de mídia Stephen D. Cooper sobre as críticas à mídia, Watching the Watchdog: Bloggers as the Fifth Estate, contém vários exemplos de controvérsias sobre a cobertura da guerra ao terror pelos meios de comunicação de massa. Cooper descobriu que as críticas de blogueiros às imprecisões factuais nas notícias ou a descoberta de falhas da imprensa em verificar adequadamente os fatos antes da publicação fizeram com que muitas organizações de notícias retirassem ou alterassem suas reportagens.
Cooper encontrou quatro pontos principais nas críticas dos blogueiros especializados em cobrir a mídia:
1. A cobertura da guerra ao terror pelos meios de comunicação de massa frequentemente contém imprecisões factuais. Em alguns casos, os erros ficam sem correção; além disso, quando são feitas correções, geralmente são dadas bem menos destaque do que a cobertura inicial que continha os erros.
2. A imprensa de massa, às vezes, falhou ao verificar a origem das informações ou das imagens visuais fornecidas por "stringers" iraquianos (iraquianos contratados para relatar notícias locais).
3. O enquadramento das histórias é frequentemente problemático: em particular, entrevistas com "pessoas comuns" muitas vezes foram usadas como representação do sentimento público no Iraque, em vez de dados de pesquisas metodologicamente consistentes.
4. A cobertura da imprensa tem tendido a se concentrar nas áreas mais violentas do Iraque, com pouca ou nenhuma cobertura das áreas mais calmas.

David Barstow ganhou o Prêmio Pulitzer de Reportagem Investigativa em 2009 por conectar o Departamento de Defesa a mais de 75 generais aposentados que apoiavam a Guerra do Iraque em redes de televisão e rádio. O Departamento de Defesa recrutou generais aposentados para promover a guerra para o público americano. Barstow também descobriu vínculos não divulgados entre alguns generais aposentados e contratantes de defesa. Ele relatou que "a administração Bush usou seu controle sobre o acesso à informação em um esforço para transformar os analistas em uma espécie de cavalo de Troia da mídia."

## Objecções britânicas
O Diretor do Ministério Público e chefe do Serviço de Acusação da Coroa no Reino Unido, Ken Macdonald [en], o mais alto procurador criminal britânico, declarou que os responsáveis por atos de terrorismo, como os atentados de 7 de julho de 2005 em Londres, não são "soldados" numa guerra, mas "indivíduos inadequados" que devem ser tratados pelo sistema de justiça penal. O eurodeputado acrescentou que é necessária uma "cultura de contenção legislativa" na aprovação de leis antiterroristas e que um "objetivo primordial" dos ataques violentos era tentar fazer com que países como o Reino Unido "abandonassem os seus valores". O Presidente do Parlamento Europeu afirmou que, aos olhos do sistema de justiça criminal do Reino Unido, a resposta ao terrorismo deve ser "proporcional e baseada num processo justo e no Estado de direito":
Londres não é um campo de batalha. Aqueles inocentes que foram assassinados... não eram vítimas da guerra. E os homens que os mataram não eram, como na sua vaidade afirmaram nos seus vídeos ridículos, “soldados”. Eram iludidos, narcisistas inadequados. Eram criminosos. Eram fantasistas. Temos de ser muito claros quanto a isto. Nas ruas de Londres não existe uma guerra contra o terrorismo. A luta contra o terrorismo nas ruas da Grã-Bretanha não é uma guerra. É a prevenção do crime, a aplicação das nossas leis e a conquista da justiça para aqueles que foram prejudicados pela sua infração.
Stella Rimington, ex-chefe dos serviços secretos britânicos MI5, criticou a guerra contra o terrorismo como uma “reação exagerada” e considerou a militarização e politização dos esforços dos EUA como a abordagem errada ao terrorismo. David Miliband, antigo Secretário de Estado dos Negócios Estrangeiros do Reino Unido, também considerou a estratégia um “erro”. Nigel Lawson, antigo Chanceler do Tesouro, apelou ao fim do envolvimento do Reino Unido na Guerra do Afeganistão, descrevendo a missão como “totalmente infrutífera e, de facto, contraproducente”.